# Pierre Fatou
Pierre Joseph Louis Fatou (Lorient, 28 de fevereiro de 1878 — Pornichet, 10 de agosto de 1929) foi um matemático francês.

## Carreira
Trabalhou no campo da dinâmica analítica complexa. Entrou na École Normale Supérieure, em Paris, em 1898, para estudar matemática e graduou-se em 1901, quando obteve um posto de astrônomo no Observatório de Paris. Pierre Fatou continuou sua exploração matemática e estudou processos iterativos e recursivos como
{\displaystyle Z\to Z^{2}+c\,\!}, onde Z é um número no plano complexo da fórmula {\displaystyle Z=x+iy\,\!}, resultando em uma série
{\displaystyle Z_{0}=x+iy\,\!}
{\displaystyle Z_{1}=Z_{0}^{2}+c\,\!}
{\displaystyle Z_{2}=Z_{1}^{2}+c=(Z_{0}^{2}+c)^{2}+c=Z_{0}^{4}+2cZ_{0}^{2}+c^{2}+c\,\!}
{\displaystyle Z_{3}=...\,\!}
Fatou era particularmente interessado no caso {\displaystyle Z_{0}=0}, que foi mais tarde computacionalmente analisado por Benoît Mandelbrot, para gerar representações gráficas do comportamento destas séries por cada ponto, {\displaystyle C}, no plano complexo - atualmente chamado de conjunto de Mandelbrot.
Fatou escreveu muitos ETIGOS desenvolvendo uma Teoria fundamental de iteração, em 1917, que ele publicou no dezembro de 1917, parte do Comptes Rendus. Suas descobertas foram muito similares às de Gaston Maurice Julia, que submeteu um artigo para a Académie des Sciences, em Paris. Seus resultados são atualmente referidos como o teorema generalizado de Fatou-Julia.

## Publicações selecionadas
- Fatou, P. (1906). «Séries trigonométriques et séries de Taylor». Acta Mathematica. 30: 335–400. JFM 37.0283.01. doi:10.1007/BF02418579
- Fatou, P. (1919). «Sur les équations fonctionnelles, I». Bulletin de la Société Mathématique de France. 47: 161–271. JFM 47.0921.02. doi:10.24033/bsmf.998; Fatou, P. (1920). «Sur les équations fonctionnelles, II». Bulletin de la Société Mathématique de France. 48: 33–94. JFM 47.0921.02. doi:10.24033/bsmf.1003; Fatou, P. (1920b). «Sur les équations fonctionnelles, III». Bulletin de la Société Mathématique de France. 48: 208–314. JFM 47.0921.02. doi:10.24033/bsmf.1008
- Fatou, P. (1923). «Sur les fonctions holomorphes et bornées à l'intérieur d'un cercle». Bulletin de la Société Mathématique de France. 51: 191–202. JFM 49.0221.01. doi:10.24033/bsmf.1033
- Fatou, P. (1926). «Sur l'itération des fonctions transcendantes entières». Acta Mathematica. 47 (4): 337–370. doi:10.1007/BF02559517
- Fatou, P. (1928). «Sur le mouvement d'un système soumis à des forces à courte période». Bulletin de la Société Mathématique de France. 56: 98–139. JFM 54.0834.01. doi:10.24033/bsmf.1131